# Salib (biskup)
Salib (ur. 30 września 1960) – duchowny Koptyjskiego Kościoła Ortodoksyjnego, od 2014 biskup Mit Ghamr.

## Życiorys
11 października 1992 złożył śluby zakonne. Święcenia kapłańskie przyjął 8 października 1993. Sakrę biskupią otrzymał 7 czerwca 2009 jako biskup generalny. 16 czerwca 2014 objął rządy w diecezji Mit Ghamr.